# Ден Хартиг, Тёнис
Тёнис (Тён) ден Хартиг (нидерл. Teunis "Teun" den Hartigh; 4 ноября 1890, Зёйд-Бейерланд — 27 мая 1936, Роттердам) — нидерландский футболист, игравший на позиции нападающего, выступал за команды «Спарта» и «Аякс».

## Спортивная карьера
В 1908 году стал членом футбольного клуба «Нептюнюс» из Роттердама. На тот момент он проживал в западной части Роттердама по адресу Ливе Версёйерстрат 41. В сезоне 1908/09 играл за второй состав, а его братья Корнелис и Арт выступали за третью команду «Нептюнюса».
В 1910 году перешёл в «Спарту». В основном составе дебютировал 23 марта 1913 года в товарищеском матче против английского «Далвич Хамлета», сыграв на позиции центрального нападающего вместо Хюга де Грота — встреча завершилась победой гостей со счётом 2:4. 25 мая вышел в стартовом составе в матче Кубка Лео Лауэра против «Витесса», а спустя неделю отметился голом в благотворительном матче против сборной под названием «Rest van Nederland».
В октябре 1913 года стал игроком амстердамского «Аякса», ранее в команду перешёл его бывший одноклубник Корнелис Свартау. В составе клуба Тёнис дебютировал 12 октября в матче чемпионата Нидерландов против команды ВОК из Роттердама, сыграв на позиции правого нападающего. На домашнем стадионе «Хет Хаутен» амстердамцы проиграли со счётом 0:1. 23 ноября забил свой первый гол за «Аякс», поразив ворота своей бывшей команды. В чемпионате Тёнис сыграл 17 матчей и забил четыре гола. «Аякс» по итогам сезона занял последнее место в западной группе и по итогам стыковых матчей отправился классом ниже. По данным издания Het Sportblad, ден Хартиг мог перейти в клуб «Херкюлес». В октябре 1914 года был исключён из «Аякса».

## Личная жизнь и работа
Тёнис родился в ноябре 1890 года в деревне Зёйд-Бейерланд на юге Нидерландов. Отец — Клас ден Хартиг, был родом из Ауд-Бейерланда, мать — Бастиантье ден Хартиг, родилась в Нюмансдорпе. В их семье было ещё трое детей: сыновья Корнелис и Арт, дочь Адриана. Глава семейства в 1910-е годы занимался поставками кормов и товаров для животных через собственную фирму «K. den Hartigh Az & Zonen».
Окончив высшую школу в Роттердаме, Тёнис пошёл работать в фирму «D. Burger & Zoon», которая занималась грузовыми перевозками, а позже перешёл в «Van der Eb’s Cargadoorskantoor». Когда у компании появился филиал в бельгийском Антверпене, то он был назначен директором этого филиала.
Женился в возрасте 28 лет — его супругой стала 29-летняя Мария Фас, уроженка Антверпена. Их брак был зарегистрирован 23 января 1919 года в Роттердаме.
В 1921 году стал директором компании «Belgium Star Ship Co». В 1924 году он связался с компанией «Belgische Steenen Syndicaat», после чего стал специализироваться на экспорте камня. Вскоре выполнил контракты по доставке камня английским заказчикам. Поскольку эта компания получила большое развитие, то для перевозки подобного материала в январе 1927 года Тёнис создал в Антверпене собственную прибрежную судоходную компанию под названием «Agence Maritime T. den Hartigh». В 1936 году у его компании было 13 кораблей.
27 мая 1936 года попал в автокатастрофу в Роттердаме — автомобиль, в котором он находился, врезался в трамвай. В тяжёлом состоянии ден Хартиг был доставлен в больницу, где вскоре умер от полученных травм в возрасте 45 лет. Похоронен 30 мая в фамильном склепе на территории кладбища Кросвейк в Роттердаме.